# SK Aritma Praha
SK Aritma Praha je český fotbalový klub sídlící v Praze–Vokovicích. Klub hraje v Divizi A. Byl založen v roce 1908. Domácím stadionem je areál v ulici Nad Lávkou, má kapacitu 2000 diváků.